# Juhötvened
A juhötvened (latinul quinquagesima ovium; szerbül travnina, a. m. ’fűpénz’) a középkori, 13–16. századi Magyarország, Erdély és Szerbia egyik adófajtája volt, amelyet az ötven juhnál vagy kecskénél nagyobb állományt birtokló román és más vlach jogú (cincár, szerb, ruszin) transzhumáló pásztorokra vetettek ki. A kirótt adót minden ötvenedik állat után kellett fizetni, kezdetben királyi regáléként, később földesúri adóként. A juhötvened beszédéséről a kenézek gondoskodtak. A juhötvenedet országos szinten első ízben az 1548. évi tordai országgyűlés szabályozta, amely kimondta, hogy ötven juh után egy bárányos és egy egyéves juhot, száz juh után két bárányos és egy egyéves juhot tartoznak adóban leróni a pásztorok.

## Külső hivatkozások
- Makkai László: Balkáni és magyar elemek a magyarországi román társadalomfejlődésben, 290–291.